# Gymnanthes riparia
Gymnanthes riparia är en törelväxtart som först beskrevs av Diederich Franz Leonhard von Schlechtendal, och fick sitt nu gällande namn av Johann Friedrich Klotzsch. Gymnanthes riparia ingår i släktet Gymnanthes och familjen törelväxter. Inga underarter finns listade i Catalogue of Life.